# یواس‌سی‌جی‌سی ایتسکا (۱۹۲۹)
یواس‌سی‌جی‌سی ایتسکا (۱۹۲۹) (به انگلیسی: USCGC Itasca (1929)) یک کشتی است که طول آن ۲۵۰ فوت (۷۶ متر) می‌باشد. این کشتی در سال ۱۹۲۹ ساخته شد.